# Zachari Fagan
Zachari Fagan (London, 1994. november 16. –) angol labdarúgó, az Arsenal FC tartalékcsapatának védője.

## Pályafutása
10 éves kora óta az Arsenal tagja, ahol végig járta a korosztályos csapatokat. Az U18-as csapatban sérülések hátráltatták, de így is 15 mérkőzésen lépett pályára. Isaac Haydennel kiváló védősort alkottak a csapatban. 2012. október 29-én debütált az U21-es csapatban a Blackburn U21-es csapata ellen. 2013 júliusában aláírta első profi szerződését az angol klubbal.